# ロウソクに火を灯す少年
『ロウソクに火を灯す少年』（ロウソクにひをともすしょうねん、西: El Soplón、英: Boy Blowing on an Ember) は、ギリシア・クレタ島出身のマニエリスム期スペインの巨匠エル・グレコがローマのファルネーゼ宮殿に滞在していた時期の1571-1572年にキャンバス上に油彩で制作した絵画である。由来はわかっていないが、ファルネーゼ家からの直接の依頼であった可能性があり、ファルネーゼ家の所有となった本作はカルロ7世 (後のスペイン王カルロス3世) により1734年にナポリにもたらされた。1799年、フランス軍によって略奪されたが、すぐ後にローマの美術市場で発見され、ドメニコ・ヴェヌーティによりナポリに送り返された。現在、ナポリのカポディモンテ美術館に所蔵されている。

## 帰属
本作は、最初ファルネーゼ家お抱えの画家であり、写本装飾を手掛けた細密画家であったジュリオ・クローヴィオに帰属されていた。後にフランス軍に略奪された本作をナポリに送り返したドメニコ・ヴェヌーティは、ローマでバロック絵画の巨匠カラヴァッジョの影響を受けた17世紀オランダの画家ヘラルト・ファン・ホントホルストに作品を帰属した。そのほか、作品をヤコポ・バッサーノに帰属した研究者もいたが、1852年、サン・ジョルジョの作成した目録でエル・グレコ作とされた。なお、本作にはヤコポ・バッサーノ以外にも、16世紀ヴェネツィア派の巨匠ティツィアーノ、ティントレットからエル・グレコが受けた影響を付け加えることができる。

## 作品

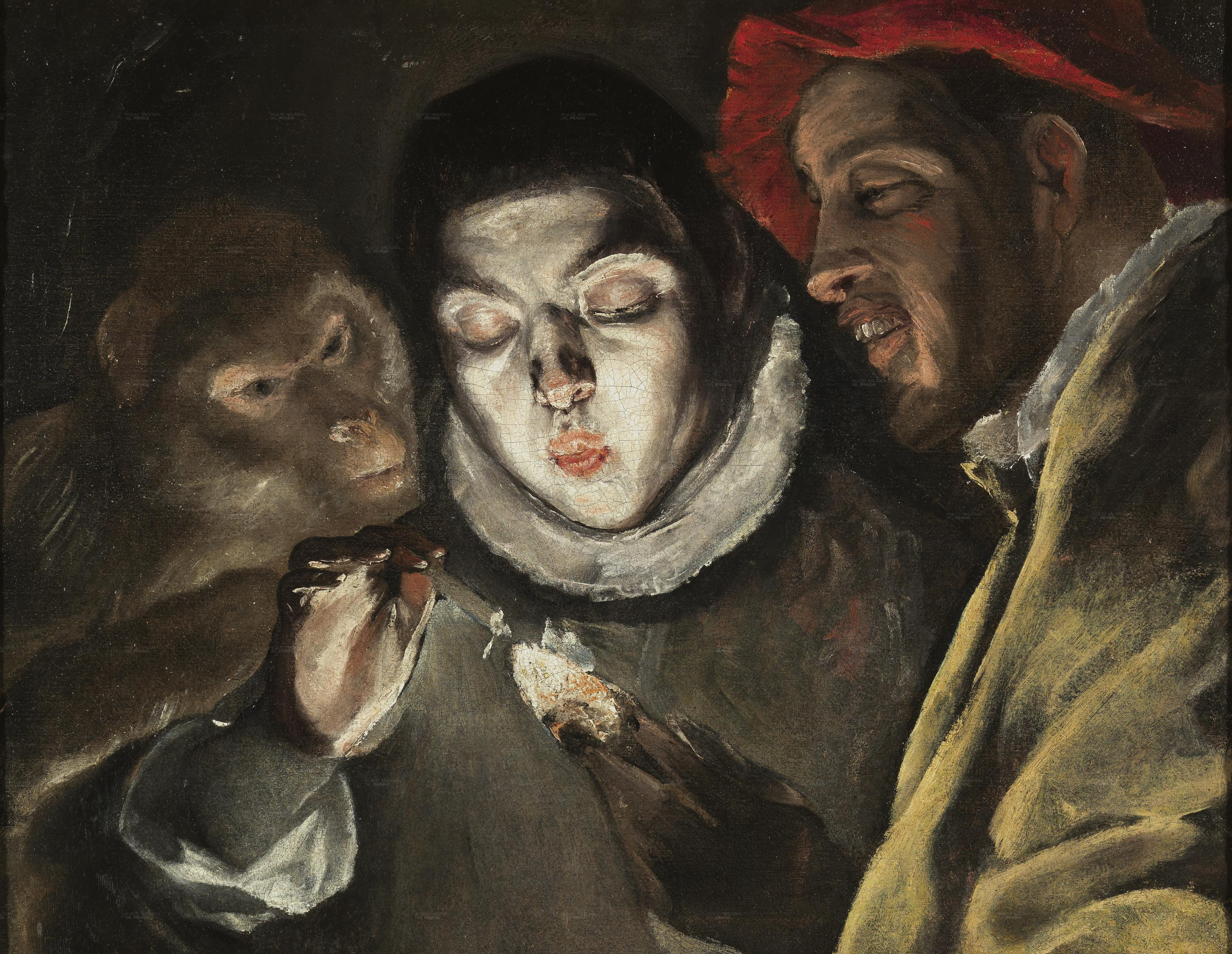
エル・グレコ『寓話』(1580年頃)　プラド美術館、マドリード

作品の少年は頬を膨らませ、燃え木に息を吹きかけて、炎をかきたてている。頭部をかがめた少年の視線は火を移す作業に集中している。少年の顔と衣服を照らす光は背景の深い闇と対照をなし、背景から鮮やかに浮かび上がっている。少年の衣服は光と色彩が凝固したかのように染められている。
最近の研究では、本作はエル・グレコがローマのファルネーゼ宮殿に滞在していた時期に制作されたと考えられている。この頃、エル・グレコは、アレッサンドロ・ファルネーゼ枢機卿の文芸顧問かつ蔵書監督であった人文主義者
フルヴィオ・オルシーニや、同じく枢機卿の美術顧問であった上記のジュリオ・クローヴィオといった知識人と交流していた。ルネサンス期には、古典の記述に基づいて、失われた古代の美術品を再現することが流行していた。ファルネーゼ家のサークルの古典主義は本作の主題選択に影響を及ぼした可能性があり、本作も失われた古代ローマ時代の絵画を再構築する試みであったと思われる。
作品のモデルは紀元前4世紀に古代ギリシアの画家アペレスの好敵手であったアレクサンドリアのアンティフィロスが描いた『火を吹いている少年』に見出せるかもしれない。大プリニウスの『博物誌』の一節に書いてあるように、アンティフィロスの作品は、暗がりの中で少年の顔を照らす光の反射を正確に表すことで、光の効果を追求した重要な作品であった。このように一見、17世紀の明暗法を先取りした自然主義的絵画に見える本作は古典の影響を受けているのである。ファルネーゼ家でエル・グレコが身につけた古典の知識は、後に移住するスペインのトレドで画家が知識人たちに歓迎された理由のひとつになったと思われる。
なお、エル・グレコは、後の作品『寓話』(プラド美術館) で本作と同じ人物と図像をふたたび用いている。